# 16879 Campai
16879 Campai este un asteroid din centura principală de asteroizi.

## Descriere
16879 Campai este un asteroid din centura principală de asteroizi. A fost descoperit pe 24 ianuarie 1998 la San Marcello Pistoiese de Andrea Boattini și Maura Tombelli. Asteroidul prezintă o orbită caracterizată de o semiaxă mare de 2,76 ua, o excentricitate de 0,03 și o înclinație de 7,1° în raport cu ecliptica.